# Faustina, a Maior
Faustina, a Maior (em latim: Annia Galeria Faustina Major), também chamada de Faustina, a Velha ou Faustina I, foi uma imperatriz-consorte romana, esposa do imperador Antonino Pio.

## Primeiros anos
Faustina era a única filha conhecida do cônsul e prefeito Marco Ânio Vero e Rupília Faustina. Seus irmãos eram o cônsul Marco Ânio Libo e o pretor Marco Ânio Vero. Suas tias maternas eram a imperatriz Víbia Sabina e Matídia Menor. Seu avô paterno tinha o mesmo nome que seu pai e seus avós maternos eram Salonina Matídia (sobrinha do imperador Trajano) e o cônsul sufecto Libo Rupílio Frugi. Faustina nasceu e foi criada em Roma.

## Família e filhos
Entre 110 e 115, ainda apenas uma cidadã romana, Faustina se casou com Antonino Pio e o casal teve um casamento muito feliz. Ela deu-lhe quatro filhos, dois meninos e duas meninas:
- Marco Aurélio Fúlvio Antonino (m. antes de 138); sua inscrição sepulcral foi encontrada no Mausoléu de Adriano em Roma.
- Marco Galério Aurélio Antonino (m. antes de 138); sua inscrição sepulcral foi encontrada no Mausoléu de Adriano em Roma e seu nome aparece numa moeda imperial grega.
- Aurélia Fadila (m. antes de 135); ela se casou com Élio Lmai Silvano (ou Silano). Ela parece não ter tido filhos com o marido e sua inscrição sepulcral foi encontrada na Itália.
- Ânia Galéria Faustina Minor, mais conhecida como Faustina, a Jovem (entre 125/130-175); ela se casou com o primo pelo lado da mãe, o futuro imperador Marco Aurélio.

Faustina, a Jovem, foi a única a chegar à idade adulta.

## Imperatriz

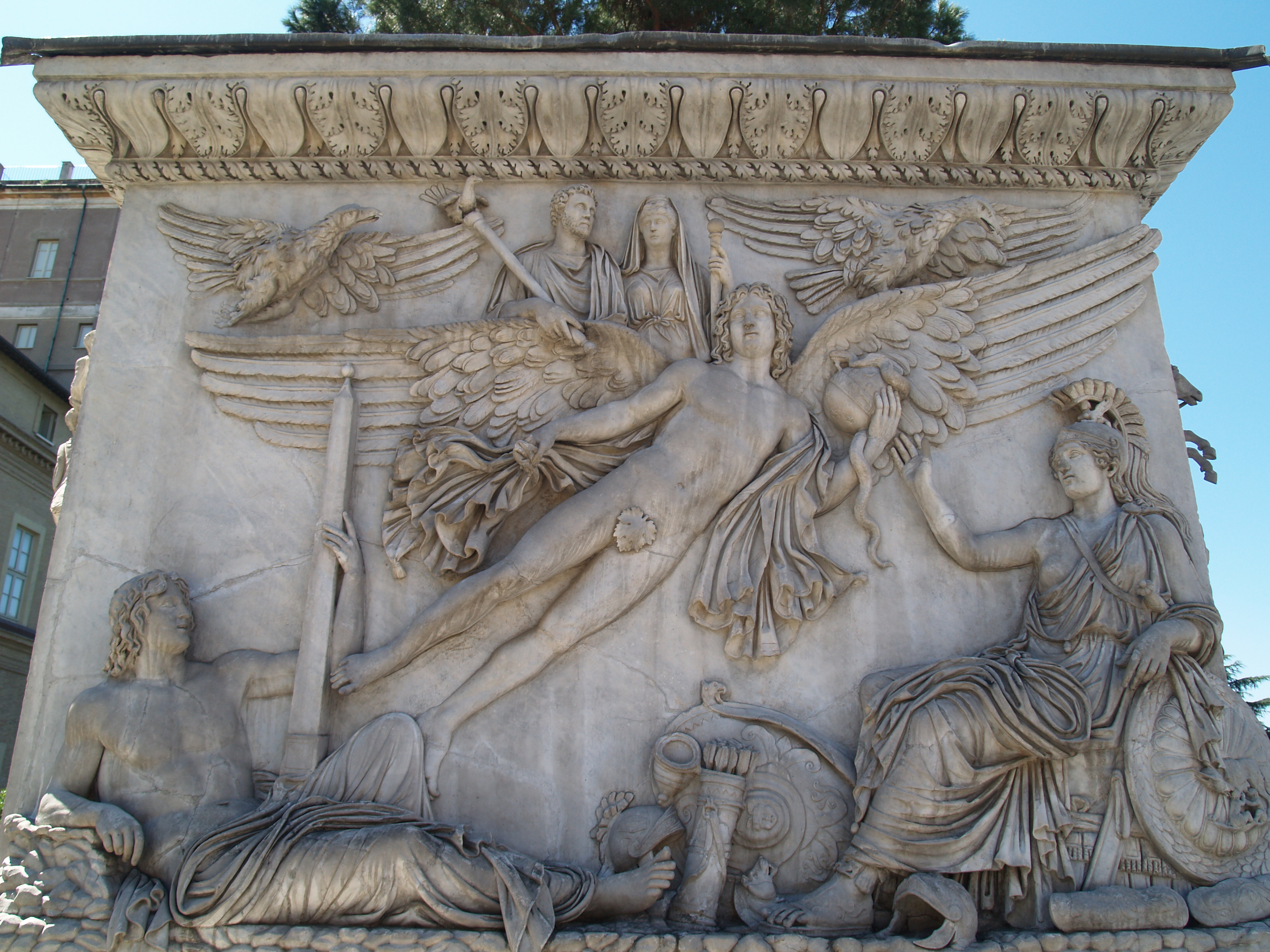
Apoteose de Antonino e Faustina. Na Coluna de Antonino Pio, em Roma.

Em 10 de julho de 138, seu tio, o imperador Adriano, morreu e seu marido, filho adotivo e herdeiro dele, se tornou o novo imperador. Faustina se tornou imperatriz e o senado lhe concedeu o título de augusta. Faustina era muito respeitada e renomada por sua beleza e sabedoria. A Historia Augusta criticou-a por ser de uma "franqueza excessiva" e ser "frívola". Por toda a vida, como cidadã e imperatriz, Faustina esteve envolvida em ações de caridade para os pobres, patrocinando e apoiando a educação de crianças romanas, particularmente garotas.

## Morte e legado
Quando Faustina morreu, Antonino lamentou profundamente sua perda. Ela foi deificada e sua apoteose (ascensão) foi retratada numa coluna honorária. Antonino também mandou construir o Templo de Faustina no Fórum Romano, com sacerdotisas permanentes. Além disso, diversas moedas foram cunhadas com sua imagem, com bela decoração e trazendo a inscrição DIVA FAVSTINA ("Faustina Divina"). Antonino fundou uma escola chamada Puellae Faustinianae ("Garotas de Faustina"), para continuar o trabalho assistencial da falecida esposa e criou uma nova alimenta (ver Suprimento de grãos para a cidade de Roma) para os pobres.
Em agosto de 2008, arqueólogos desenterraram na Turquia a cabeça de uma estátua da imperatriz, além de partes de uma estátua de seu genro, o imperador Marco Aurélio.